# DUnit
DUnit은 코드기어(옛 볼랜드에서 분사) 델파이 프로그래밍환경에 맞게 유닛 테스트를 자동화하는 프레임워크이다. 개발자는 이 DUnit으로 델파이(오브젝트 파스칼)에서 테스트 주도 개발방식으로 프로그래밍을 할 수 있다.
원래 DUnit 소스코드는 주앙코 아네즈(Juanco Anez)가 작성했는데 켄트 벡(Kent Beck)과 에리히 감마(Erich Gamma)가 작성한 JUnit을 기초로 만들었다. 지금은 소스포지.넷(SourceForge)에 DUnit 프로젝트가 만들어져서 여러 개발자들이 함께 만들어가고 있다.
델파이 2005부터 델파이의 기본구성에 포함되었다. TestFramework.pas와 GUITestRunner.pas, 두 파일이 대부분의 테스트 프레임워크 기능을 제공한다.